# Muhlenbergia reederorum
Muhlenbergia reederorum là một loài thực vật có hoa trong họ Hòa thảo. Loài này được Soderstr. mô tả khoa học đầu tiên năm 1967.